# Segestes fuscus
Segestes fuscus är en insektsart som beskrevs av Ludwig Redtenbacher 1892. Segestes fuscus ingår i släktet Segestes och familjen vårtbitare. Inga underarter finns listade i Catalogue of Life.